# 4REST
『4REST』（フォレスト）は、10-FEETの3枚目のアルバム。2005年5月25日発売。

## 収録曲
| 全作詞・作曲: TAKUMA、全編曲: 10-FEET。 |                             |        |            |      |
| #                                       | タイトル                    | 作詞   | 作曲・編曲 | 時間 |
| 1.                                      | 「4REST」                   | TAKUMA | TAKUMA     | 2:57 |
| 2.                                      | 「MONKEY」                  | TAKUMA | TAKUMA     | 3:01 |
| 3.                                      | 「VIBES BY VIBES」          | TAKUMA | TAKUMA     | 2:48 |
| 4.                                      | 「BUZZING」                 | TAKUMA | TAKUMA     | 4:43 |
| 5.                                      | 「LITTLE MORE THAN BEFORE」 | TAKUMA | TAKUMA     | 4:26 |
| 6.                                      | 「BE NOTHING」              | TAKUMA | TAKUMA     | 2:21 |
| 7.                                      | 「IOWA」                    | TAKUMA | TAKUMA     | 2:51 |
| 8.                                      | 「HEY!」                    | TAKUMA | TAKUMA     | 4:26 |
| 9.                                      | 「exodus」                  | TAKUMA | TAKUMA     | 3:53 |
| 10.                                     | 「MOVING is CHANGING」      | TAKUMA | TAKUMA     | 4:00 |
| 11.                                     | 「Freedom」                 | TAKUMA | TAKUMA     | 3:39 |
| 12.                                     | 「GOING CRAZY」             | TAKUMA | TAKUMA     | 4:24 |
| 合計時間:                               | 合計時間:                   | 43:29  |            |      |

### 楽曲解説
1. 4REST
  - 「ハナタレナックス」（北海道テレビ）第3弾OP曲（2005年1月～2008年12月）[1]。
2. MONKEY
3. VIBES BY VIBES
  - PVが製作されている。
  - 京都大作戦において、WANIMAがカバーしている。
4. BUZZING
  - 6thシングル。
5. LITTLE MORE THAN BEFORE
  - 全英語詞である。
  - アニメ「BECK」に主人公たちが所属するバンドが演奏する劇中歌として提供された楽曲。（作中でのタイトルは「slip out」でボーカルは平林和哉（HUSKING BEE）が務めている）
6. BE NOTHING
  - 全英語詞である。
  - コーラスにマキシマムザホルモンのダイスケはんとFUCK YOU HEROESのRYOSUKEが参加している。
  - PVが製作されている。
7. IOWA
  - 全英語詞である。
8. HEY!
  - 5thシングル。
9. exodus
  - 前の曲が終わってすぐ始まるようになっている。
10. MOVING is CHANGING
  - 前の曲が終わってすぐ始まるようになっている。
11. Freedom
  - 6thシングルc/w。
12. GOING CRAZY
  - 全英語詞である。

## 演奏
- TAKUMA：Vocals, Guitars, Keyboards
- NAOKI：Bass, Vocals
- KOUICHI：Drums, Background Vocals
- 後藤正成 (SCAFULL KING, TEAM NOB)： Flute (#1)
- ダイスケはん (マキシマム ザ ホルモン)： Background Vocal (#6)
- RYOSUKE (FUCK YOU HEROES)：Background Vocal (#6)
- Dr.KyOn：Keyboards (#3.5.10)

## 注脚
1. ↑  北海道テレビ「ハナタレナックス」ホームページ「ＦＡＱ」より